# Marcel Communeau
Marcel Communeau (11. září 1885 Beauvais – 26. června 1971) je bývalý francouzský ragbista, který hrál jako rváček. V roce 2015 byl jmenován do Světové síně slávy ragby. Za Francii si připsal 21 zápasů (18 jako kapitán) a dokázal si připsat tři položení do brankoviště, které bylo tehdy bodováno třemi body. Byl kapitánem při historicky prvním vítězství Francie proti Skotsku v roce 1911 v zápase Poháru 5 národů. Díky němu mají Francouzi na svých dresech Galského kohouta. V roce 1908 se stal s klubem Stade Francais vítězem francouzské ligy. Svou ragbyovou kariéru musel ukončit kvůli První světové válce. V roce 1932 obdržel Řád čestné legie.
Ragbyový klub Beauvais na jeho počest pojmenoval po Communeauovi stadion a turnaj pro ragbyové školy v regionu. Svou klubovou kariéru strávil v Stade Francais a VC Beauvais.